# Efeito Venturi

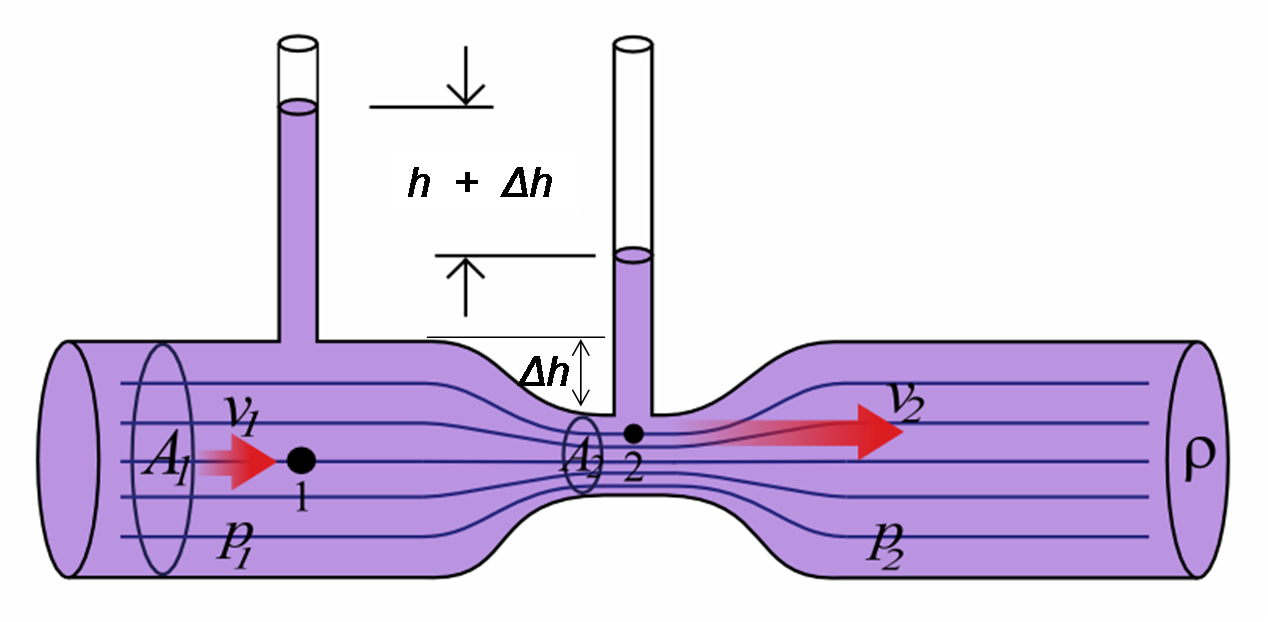
Esquema do efeito Venturi.

O efeito Venturi (também conhecido como tubo de Venturi) ocorre, quando em um sistema fechado, um determinado fluido em movimento constante e dentro de um duto uniforme se comprime momentaneamente ao encontrar uma zona de estreitamento, diminuindo sua pressão e, consequentemente, aumentando sua velocidade ao atravessar a zona estreitada onde ocorre também uma baixa pressão, e, se neste ponto, for introduzido um terceiro duto ou uma sonda, encontrará uma sucção do fluido contido nessa ligação. Este efeito, demonstrado em 1797, recebe seu nome do físico italiano Giovanni Battista Venturi (1746-1822). 
O efeito Venturi é explicado pelo Princípio de Bernoulli e o princípio de continuidade de massa. Se o caudal de um fluido é constante mas a seção diminui, necessariamente a velocidade aumenta após atravessar esta seção. Pelo teorema da conservação da energia, se a energia cinética aumenta, a energia determinada pelo valor da pressão diminui obrigatoriamente.

## Aplicações

### Automobilismo
O efeito Venturi foi utilizado na Fórmula 1 nas décadas de 1970 e 1980 como uma solução para gerar pressão aerodinâmica. É conhecido como efeito solo. No entanto, foi proibido por ter causado diversos acidentes, sendo alguns deles fatais. Em 2022, as alterações no regulamento permitiram que este efeito voltasse a ser utilizado, mas desta vez mais seguro. O uso deste efeito tem como objetivo diminuir as asas superiores, gerando menos turbulência aerodinâmica e possibilitar mais estabilidade para os carros que vem atrás. Espera-se com isso que haja mais ultrapassagens.